# Indywidualne Mistrzostwa Europy Juniorów na Żużlu 1979
Indywidualne Mistrzostwa Europy Juniorów na Żużlu 1979 – cykl turniejów żużlowych mających wyłonić najlepszych żużlowców do lat 23 na świecie w roku 1979. Tytuł wywalczył Amerykanin Ron Preston. Oficjalnie zawody rozegrane zostały pod szyldem indywidualnych mistrzostw Europy juniorów.

## Finał
- 22 lipca 1979 r. (niedziela),  Leningrad

| Msc. | Zawodnik                | Kraj              | Pkt   |             |  |
| ---- | ----------------------- | ----------------- | ----- | ----------- |  |
| 1    | Ron Preston             | Stany Zjednoczone | 13    | (1,3,3,3,3) |  |
| 2    | Ajrat Fajzulin          | ZSRR              | 12    | (3,w,3,3,3) |  |
| 3    | Ari Koponen             | Finlandia         | 11 +3 | (2,d,3,3,3) |  |
| 4    | Knud Ellegaard          | Dania             | 11 +2 | (3,3,2,w,2) |  |
| 5    | Stanislav Urban         | Czechosłowacja    | 9     | (0,2,1,3,3) |  |
| 6    | Anders Eriksson         | Szwecja           | 9     | (1,3,2,2,1) |  |
| 7    | Trond Helge Skretting   | Norwegia          | 8     | (3,3,1,1,w) |  |
| 8    | Zbyšek Holý             | Czechosłowacja    | 8     | (w,1,3,2,2) |  |
| 9    | Władimir Pankin         | ZSRR              | 7     | (w,2,2,1,2) |  |
| 10   | Marek Kępa              | Polska            | 6     | (3,1,0,2,0) |  |
| 11   | Jaromir Bartos          | Czechosłowacja    | 6     | (2,2,0,0,2) |  |
| 12   | Hans Albert Klinge      | Dania             | 6     | (1,2,1,2,0) |  |
| 13   | Stefan Berecz           | Węgry             | 5     | (2,1,1,0,1) |  |
| 14   | Josef Aigner            | RFN               | 4     | (2,1,0,1,1) |  |
| 15   | Jan Ericsson            | Szwecja           | 3     | (1,0,2,0,0) |  |
| 16   | Fausto Birbini          | Włochy            | 1     | (0,0,0,1,w) |  |
|      | rez. Karl Biedersberger | RFN               | ns    |             |  |
|      | rez. Christian Brandt   | RFN               | ns    |             |  |